# 李大钊
李大钊（1889年10月29日—1927年4月28日），字守常，直隶省乐亭县（今属河北省唐山市）人:3309。中国最早的马克思主义者之一，中国共产党早期领导人之一:3309。1913年天津法政專門學校畢業後，去日本早稻田大學讀書:3309。曾參加反袁世凱運動:3309。李大钊是中国国民党第一届中央执行委员会委员之一，也是在国共第一次合作、国民革命军北伐時期推翻北洋政府的主要角色之一，同時為共产国际的成员及其在中国的代理人。1927年，因被北洋政府指控其裹通苏联颠覆中華民國北洋政府被捕，後被北洋政府督軍統帥兼代理總統職權的張作霖判處絞刑。
其与陈独秀同为中共主要创始人，有“南陈北李”之称。

## 生平

### 早年

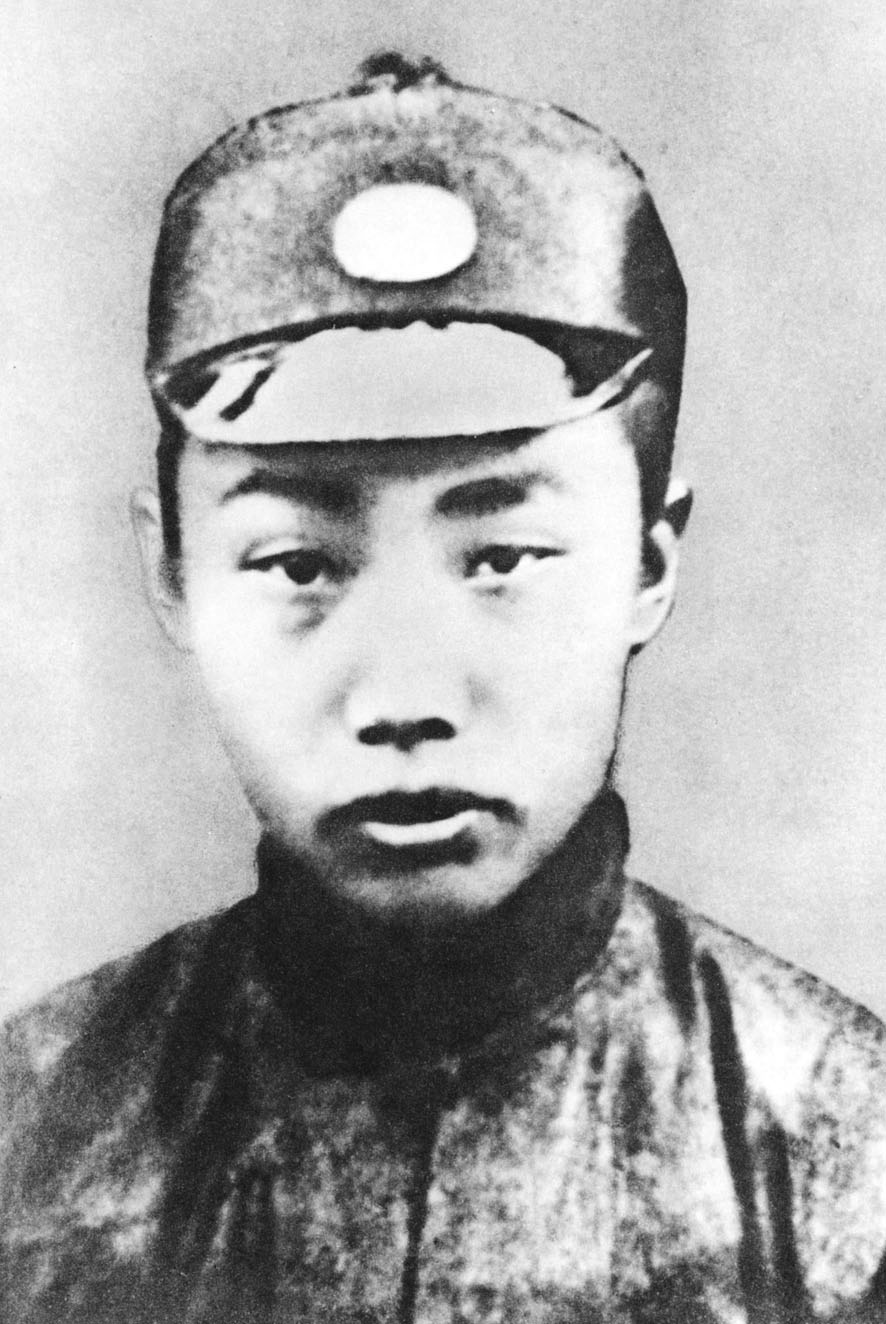
李大钊十六岁在永平府中学堂时的留影

1889年10月29日（清光緒十五年十月初六日），李大釗生於河北省樂亭縣大黑坨村:506。李是遺腹子，出生时，父李任荣已病亡六个月，李一岁半时母亲病故，由祖父李如珍（实为伯祖父）抚养成人。1895年，李到本村谷家私塾師從塾師單子鰲，塾師命李學名耆年、字壽昌；以後改名大釗，字守常:506。1898年，李到小黑坨村師從塾師趙輝斗:506。
1899年，李与夫人赵纫兰结婚:506。1902年，李首次到樂亭縣和永平府盧龍童試，未中；後轉入樂亭縣北井家坨村宋家學館師從黃寶琳:506-507。1905年，李第二次參加童試，在樂亭縣和永平府盧龍通過縣試、府試；秋，李考入永平府中學:507。同年，祖父李如珍去世。
李得到親戚的資助。1907年夏，李到天津投考新式學堂，被長蘆銀行實習所錄取，最終選定北洋法政专门学堂:507。1909年，孫洪伊、王法勤等發起成立實業研究會，李任書記員:507。1910年冬，北洋法政學堂推選李等代表學生參加第四次開設國會請願活動:507。1912年秋，北洋法政學會成立，李與郁嶷任編輯部部長，共籌辦《言治》月刊；冬，李赴北京與孫洪伊等接觸，籌辦《言治》:507。李在天津北洋法政专门学校期间与同学郭须静一起加入中国社会党，毕业后到北平参加中国社会党活动。
1913年4月，李在《言治》第一期發表大哀篇、論彈劾用語之解紛；7月至8月，李毕业於北洋政法專門學校，旋赴北京:507。中国社会党领袖陈翼龙被杀，社会党被查封，李大钊逃离北平，避难于家乡乐亭县的祥云岛，及後得到湯化龍和孫洪伊的资助。冬，赴日本留学:507。 
1914年春，李在東京中華基督教青年會館內學習英語和日語:507。夏，和章士釗相識，並向其約稿。李和明治大學的高一涵合辦「甲寅」雜誌。9月，李入讀日本早稻田大學政治經濟科:508。李组织神州学会，进行反袁世凱活动。李开始接触社会主义思想，受茅原華山影響甚深。
1915年1月，日本政府向袁世凱提出“二十一条”:508。2月，中國留日學生總會在東京成立，會議決定組織歸國請願團，抗議袁政府行徑，公推李為文牘幹事，負責起草通電，執筆撰寫《警告全国父老书》:508。4月，李與張潤之翻譯出版今井嘉幸《中國國際法論》，李執筆譯序:508。6月，李編印《國耻紀念錄》，內中發表國民之薪膽:508。7月，李修畢早稻田大學第一學年:508。8月，李發表厭世心與自覺心於《甲寅》雜誌，批疑陳獨秀愛國心與自覺心:508。李号召国人以“破釜沉舟之决心”誓死反抗。12月，袁稱復帝制，於1916年洪憲建元，改民國為「中華帝國」:508。

### 參與編輯《新青年》
1916年1月，乙卯學會與中華學會合併組成神州學會，宗旨為「以研究學術、敦崇氣節、喚起國民自覺、圖謀國家富強」，李、林伯渠、高一涵、易象等為主要成員；李被推為評議長，月底為反袁事離日返回中國，賦詩《乙卯殘腊，由橫濱搭法輪赴春申，在太平洋舟中作》，稱「逆賊稽征討，機勢今已熟」:508。2月，因反袁而「長期欠席」日本早稻田大學，遭除名；始投入創辦中國留日學生總會主辦《民彝》雜誌工作:508。春，日本東京成立中國財政經濟學會，李為發起人之一:508。5月中旬，李從日本返回中国，5月15日《民彝》創刊號出版，李發表民彝與政治:508。7月，李離開上海赴北京，创办《晨钟报》，任编辑主任:508。9月，李在《新青年》第二卷第一號發表青春，是篇為文於日本:508。
1917年1月，李任章士釗在北京創辦的《甲寅日刊》编辑，在創刊號發表《甲寅》之新生命:508-509。4月，李運用國外報紙材料，研究歐洲各國社會黨，撰寫歐洲各國社會黨之平和運動:509。7月，李因張勳復辟而避走上海:509。8月，李在《太平洋》第1卷第6號發表辟偽調和:509。10月，李在《太平洋》第1卷第7號發表暴力與政治:509。11月，李離開上海，北上:509。
1918年1月李担任北京大学图书馆主任:509，由章士钊向北京大学校长蔡元培推荐。2月，李與周同煌、李辛白等成立北京大學「大學公餘法文夜校」:509。6月，李與王光祈、周無、曾琦等成立少年中國學會；7月30日李參加少年中國學會成立大會，推為編輯主任:509。7月，李在《言治》季刊第3冊發表法俄革命之比較觀，比較分析18世紀法國大革命和20世紀俄國革命，闡述俄國革命之本質及對世界將產生之影響:509。10月，李應邀任北京大學《國民》雜誌顧問:509。11月底，李在北京大學於中央公園舉辦之「慶祝協約國戰勝」大會上發表庶民的勝利演講:509。12月，李任《新潮》雜誌社顧問；李在《北京大學日刊》上發表庶民的勝利；李與陳獨秀創辦《每周評論》:509。
李其後擔任過经济系、历史等系教授，参与编辑《新青年》，撰寫《史学要论》，推动共产主义。

### 五四運動
1919年1月1日，李在《每周評論》第三號上發表社論新紀元；1月15日參加籌備學生游藝大會；1月25日，與蔡等成立學餘俱樂部；刊登庶民的勝利、Bolshevism的勝利的《新青年》第五卷第五號正式出版:509。春，新文化運動展開，《每周評論》於第17、19兩號集中刊載「對於新舊思潮的輿論」:509。5月4日，北京大學等13校學生3千餘人舉行示威，五四運動爆發；5月5日，李指導並協助《晨報》副刊開辟「馬克思研究專欄」；是月李負責編輯《新青年》第六卷第五號，計劃編成馬克思研究專號，並完成我的馬克思主義觀一文的初稿:509-510。6月11日，陳到北京城南游藝園散發「北京市民宣言」，被北洋政府逮捕；此後為營救陳出獄而四處奔走:510。7月1日，少年中國學會在北京正式成立，根據李之提議，學會宗旨改定為：「本科學的精神，為社會的活動，以創造『少年中國』；7月20日，李離京回故鄉樂亭，又去五峰山，個多月後回京，臨行前收到《每周評論》第31號刊載胡適多研究問題，少談些「主義」:510。8月17日，《每周評論》第35號發表致胡適書再論問題與主義；8月31日，北洋政府查封《每周評論》:510。9月初：李在《新青年》第6卷第5號「馬克思研究專號」發表我的馬克思主義觀（上），是中國首篇較全面、系統介紹和宣傳馬克思主義的重要文獻；9月15日，李在《少年中國》第3期發表「少年中國」的「少年運動」，較為系統闡述作者的少年中國主義主張；9月21日，應覺悟社邀請到天津講演，與周恩來等覺悟社成員見面:510。11月15日，李在《新青年》第6卷第6號發表我的馬克思主義觀（下），全文登完:510。

### 组建中共

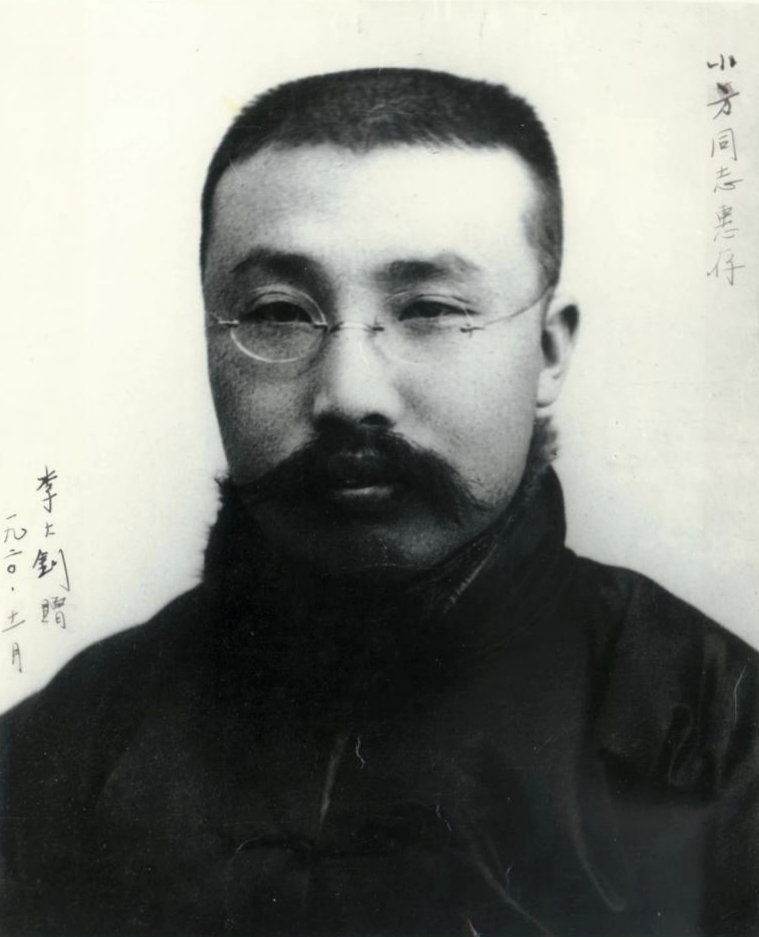
1920年末的李大钊

1920年，李在女子高等師範、北京師範大學、朝陽大學、中國大學等講授「女權運動史」、「史學思想史」、「社會學」等:511。1月1日，李在《新青年》第7卷第2號發表由經濟上解釋中國近代思想變動的原因:510。2月中旬，因陳獨秀遭到北洋政府監視，李護送陳獨秀去天津，幫助其赴上海:510。3月，李在北京大學發起組織馬克思學説研究會，以後又指導學會設立學習和研究馬克思主義的小型圖書館，取名「亢慕義齋」；共產國際派遠東局代表維經斯基(即吴廷康)等到北京，通過北京大學俄籍教员柏烈偉會見李，李又介紹維經斯基去上海會見陳獨秀:510。5月1日，李出席北京大學教職員和學生舉行慶祝五一勞動節紀念大會，主持大會並發表講話:510。7月8日，北京大學評議會議決將圖書館主任改為教授；7月23日，李正式受聘為北京大學史學系教授:510。8月1日，李與胡適、蔣夢麟、陶孟和、高一涵等在《晨報》發表《爭自由的宣言》；8月18日，覺悟社、人道社、曙光社、青年互助團、少年中國學會5團體在北京大學圖書館召開各團體聯絡籌備會，李為少年中國學會代表；8月19日，在少年中國學會茶話會上，提出「有標明本會主義之必要」:510-511。9月，李與陶孟和、張慰慈、陳啟修擔任北京大學政治系課程「現代政治講座」，李講授《現代普選運動》:511。10月，李發起建立北京中國共產黨早期組織；李擔任北京大學史學系「唯物史觀研究」課程；李當選為北京大學評議會評議員:511。李和邓中夏、高君宇、何孟雄等一同建立北京共产主义小组。11月，李建立北京社會主義青年團，並親自參加各類活動；11月7日，李領導北京中國共產黨早期組織創辦的通俗工人刊物《勞動音》（周刊）在北京創刊:511。12月初，李在北京大學發起組織「社會主義研究會」:511。
1921年3月初，李被推參加北京國立八校索薪鬥爭的組織委員會；3月30日，李參加北京社會主義青年團第四次大會，當選為執行委員，提議建立「事務所」，並在所內設油印機，開展宣傳工作:511。春，李幫助天津的共產主義知識分子建立社會主義青年團:511。4月至8月，李擔任北京「八校教職員代表聯席會議」代理主席，開展索薪鬥爭:511。7月23日，中国共产党成立大會在上海法租界舉行，起草並制定黨的綱領，選舉黨的中央機構，確定黨的名稱為「中國共產黨」，上海、北京、湖南、湖北、山東等共產黨支部派代表參加；李雖因故未出席中共一大，但黨內公認其對建黨的貢獻，故與陳獨秀被譽為「南陳北李，相約建黨」，是中國共產黨主要創始人:511。

### 馬克思學説研究會
1921年11月17日，北京大學馬克思學説研究會在《北京大學日刊》刊登發起馬克思學説研究會啟事，明確提出將馬克思學説研究會作為公開宣傳馬克思主義、團結進步學生和培養先進分子的機構:511。12月16日，李出席北京大學馬克思學説研究會公開成立大會並講話:511。年底，根據中共中央通令，召開黨員大會，成立中共北京地方委員會，由李任書記、羅章龍任組織委員、高君宇任宣傳委員:511-512。
1922年2月17日，馬克思學説研究會公開招收會員；2月19日，馬克思學説研究會第一次公開舉辦講演會，李應邀到會，並作題為馬克思的經濟學説的講演:512。春，在北京黨組織領導下，成立「非宗教同盟」，開展反對唯心主義和反對基督教文化侵略的宣傳活動:512。4月4日，世界第十一次基督教學生同盟大會在北京清華學校舉行，《晨報》刊登由李起草並有多人簽名之非宗教者宣言；4月9日，李出席非宗教同盟在北京大學召開之講演大會，並發表演講:512。5月1日，李出席北京大學馬克思學説研究會等組織的五一勞動節紀念會，並發表演講，在《晨報》發表五一紀念日於現在中國勞動界的意義；5月5日，北京大學馬克思學説研究會舉行馬克思誕辰一百零四周年紀念大會，李出席並發表演説:512。6月，為利用軍閥之間的矛盾，為工人運動發展創造更有利條件，李親赴保定與吳佩孚會談:512。7月，中國共產黨召開第二次代表大會，李當選為中央委員:512。

### 會見孫中山
1922年8月下旬，李去上海、杭州，參加中共中央在西湖舉行的特別會議，討論國共合作問題；月底，李在上海會見孫中山，「討論建國種種問題」，「暢談不倦，幾乎忘食」:512。11月7日，李出席北京各進步團體聯合舉行「蘇聯十月革命紀念會」，被推為主席，並發表演説:512。12月，李辭去北京大學圖書館主任職，任北京大學校長辦公室秘書:512。
1923年国民党北京地区党务负责人盧釗指稱李为首鼠两端的骑墙人，指责李假意国共合作，张继亦持相似看法。李親自領導北京黨組織，開始在北京蒙藏學校的青年學生中發展第一批中國共產黨蒙古族黨員:513。1月，北京各校學生和教職員展開驅彭鬥爭，反對北洋政府任命的教育總長彭允彝，李聯絡北京大學教授蔣夢麟、顧孟餘、馬敘倫等20人，以北京大學全體職員名義上書大總統，請罷免教育總長彭允彝，挽留蔡元培以維持教育:512。2月初，李應武漢高等師範學校的邀請，為當地教職員作寒假學術演講；期間發生吳佩孚鎮壓工人運動的「二七慘案」，李亦遭到直系軍閥秘密通緝，隨後李從武漢轉赴上海:512-513。4月，李應邀在復旦大學、上海大學作學術演講，月底離開上海返回北京:513。5月4日，李出席北京學生聯合會在北京女子高等師範學校召開的五四紀念大會，並作演講，號召「組織民眾」，「對現政府立於彈劾的地位」:513。6月，李在廣州出席中國共產黨第三次全國代表大會，決定與中國國民黨建立統一戰線，中國共產黨員以個人身份加入中國國民黨，李當選中央委員，會後在廣州與孫中山會談，討論統一戰線和對外政策；下旬，李抵達上海:513。7月初，李在上海拜訪蔡元培，並參加蔡元培婚禮；中旬，李返回北京:513。8月，李在北京大學《社會科學季刊》第一卷第四號發表桑西門的歷史觀:513。9月9日，李出席在北京大學第二院召開的歡迎蘇聯代表加拉罕大會:513。10月初，李在北京會見共產國際代表和蘇聯駐廣東革命政府代表鮑羅廷；10月19日，孫中山致電中國國民黨上海事務所，命其密電李赴上海商討中國國民黨改組問題:513。

### 參與國共合作
1923年11月7日，上海大學於俄國十月革命六周年紀念日成立社會問題研究會，李在成立大會上演講社會主義釋疑；11月24日至11月25日，李出席中共三屆一中全會，檢查中共三大以來各項決議的執行情況，主要討論國民革命運動、工人運動等:513。12月中旬，李離開上海返回北京；下旬，李赴天津，指導籌建中共天津地方黨組織:513。
1924年1月4日，李主持在北京中國國民黨全體黨員大會會議在北京大學召開，選舉李、譚熙鴻、許寶駒等6人為出席中國國民黨第一次代表大會代表；1月5日，李離開北京南下，1月11日抵達廣州；1月18日，鮑羅廷召集出席中國國民黨第一次代表大會的中共黨團會議，李參加會議並發言:513。1月20日，李出席中国国民党第一次全国代表大会，為大會主席團5名成員之一，並任大會宣言審查委員會委員、中國國民黨章程草案審查委員會委員和出版及宣傳審查委員會委員:513-514。1月28日，針對中國國民黨右派反對國、共合作的主張，李代表中國共產黨在會上發言並印發《意見書》，稱：「我們之加入本黨，是為有所貢獻於本黨以貢獻於國民革命的事業而來的」；「我們來參加本黨而兼跨固有的黨籍，是光明正大的行為」:514。李以个人身份加入国民党。1月30日，李當選為国民党中央執行委員；1月31日，李參加孫中山主持的中國國民黨中央執行委員會和監察委員會第一次全體會議:514。李曾在中国国民党第一次全国代表大会上演說：“本人原为苏联党员、第三国际共产党员……。”3月8日，根據中共中央要求，中共北京區委改組，李任委員長，蔡和森任秘書；3月30日，李在北京主持中華民國國民追悼大會；4月20日，李任中國國民黨北京執行部組織部部長:514。5月9日，李出席北京大學評議會第三次特別大會；下旬，因張國燾被捕叛變，北洋政府加緊搜捕共產黨人，李前往昌黎五峰山避難:514。

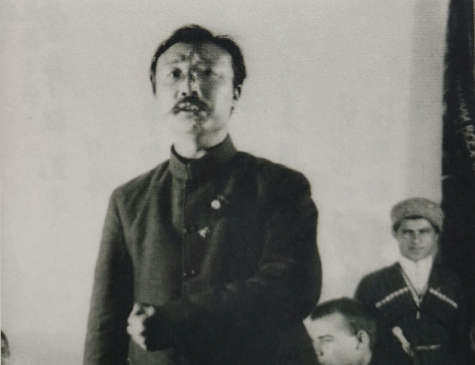
1924年李大钊在莫斯科“不许干涉中国”大会中发表演讲。

6月上旬，接到中共中央緊急通知，派李作為中共中央代表團首席代表，赴莫斯科出席共產國際第五次代表大會；中旬，啟程前赴蘇聯；6月17日至7月8日，共產國際第五次大會在莫斯科召開，李到莫斯科與中共其他代表王荷波、彭述之、劉清揚等出席，並代表中國共產黨就中國民族革命問題發出聲明:514。7月1日，李與王荷波、彭述之聯名致信共產國際執行委員會主席團；7月12日，李向共產國際提交《全國學生運動狀況》等4份報告，會後留在蘇聯任中共駐共產國際代表，初冬回北京:514。12月，中共北方區執行委員會成立，由李負總責，以《政治生活》為北方區委機關刊物，由區黨委宣傳部長趙世炎任主編；北大紅樓設有中共北方區委接頭機關，和《政治生活》發行的房間；12月31日，孫中山扶病入北京，李率北京共產黨員和共青團員前往車站迎接:514。
李代表中共立场，公开向北洋政府请愿，要求正式承认苏联政府，并且支持苏军驻兵外蒙古。
1925年1月4日，北京「國民會議促成會」在中共北方區委和中國國民黨北京執行部領導下成立:514。1月20日，李主持在北京大學舉行的北京各界紀念列寧大會:514-515。3月1日，李出席在北京舉行的國民會議促成會全國代表大會，並作演説；3月10日，參加中國國民黨中央執行委員會會議，討論抵制中國國民黨右派「國民黨同志俱樂部」；3月12日，在北京孫中山逝世，李參加治喪處秘書股；3月16日，國民會議促成會全國代表大會召開第三次大會，李被推為國民會議運動委員會委員:515。夏秋，李領導北京黨組織發動多次大規模群眾示威活動，聲援「五卅運動」:515。五卅运动爆发后，李与赵世炎等人在北平组织5万余人的示威。李因「假借共产学说，啸聚群众，屡肇事端」而被北洋政府下令通缉，遂逃入东交民巷俄国兵营。李在热河主办的中共北方区委党校学习，在热河掀起了农民运动高潮。10月初，為加強指導北京地區（包括天津、山西等地）工作，經中共中央決定，中共北方區委和北京地委分開，李任中共北方區委書記:515。冬，李去張家口，主持內蒙古工農兵大同盟成立大會:515。11月，李在张家口主持召开农工兵大同盟成立大会，来自热河、察哈爾、绥远各地的200多名代表与会。大会选举李、韩麟符、赵世炎、李裕智、王仲青、陈镜湖、郑丕烈为大同盟执行委员，李任书记，韩麟符、赵世炎任副书记。11月28日，李領導在北京以推翻段祺瑞政權和建立「國民政府」為目的的「首都革命」:515。
1926年1月1日，中國國民黨北方區黨部在北京舉行升旗典禮，李以中國國民黨北京執行部負責人身份出席，並發表題為青天白日旗幟之下的演説；北京總工會正式成立:515。1月13日，李出席「北京國民反日大會」在民國大學舉行的講演大會；1月14日，中國國民黨北京特別市黨部、北京學生總會等團體在天安門舉行反日討張的國民示威大會；1月21日，李出席北京各界在北京大學舉行的列寧逝世兩周年紀念大會:515。3月1日，李出席北京學生總會在北京女子師範大學舉辦的講演會，作日本維新運動與中國國民革命運動比較觀的講演；3月8日，李出席北京婦女界紀念三八國際婦女節大會，並作演講；3月12日，李出席中國國民黨左派在太和殿舉行的孫中山逝世一周年紀念活動；3月13日，李同陳毅參加清華學校舉行孫中山周年紀念會，並發表演説:515。3月17日，李率各校學生、各團體代表要求段祺瑞政府以強硬態度「駁覆最後通牒」，驅逐簽署通牒的八國公使，徑赴國務院、外交部，政府衛兵用刺刀當場刺傷多人:515。3月18日，北京市總工會、學生總會等200多個團體10萬多人集會天安門，召開國民大會，通過要求駁斥日本等八國最後通牒、驅逐八國公使等8項議案；會後李親自帶領群眾赴段祺瑞執政府門前請願；北洋政府對群眾大屠殺，死47人，傷200多人，制造三·一八惨案:515-516。3月19日，北洋政府通緝李；3月底，李領導中共北方區委機關轉入地下，進入秘密工作:516。6月，李在《政治生活》第79期發表日本帝國主義最近進攻中國的方策，署名猎夫；9月，李向中共中央撰寫數份政治報告，滙報南口陷落後北方形勢，分析南口之戰失利原因，介紹北方區委對馮玉祥和奉系軍閥工作情形；冬，李繼續領導中共北方區委工作，致信劉伯堅、魏野疇等，指導西北軍、國民二軍的政治工作，並做大量工作配合北伐進軍:516。
1927年1月10日，李在《政治生活》第86期發表日本帝國主義的赤化觀；1月14日，李向中國國民黨中央政治會議撰寫關於晉閻之報告；1月24日，李向中國國民黨中央滙報北京政治分會在政治、外交和情報等工作情況；月底，中國國民黨北京特別市黨部改選，中國國民黨左派全勝，中共北方區委提出「將（中國國民黨）黨權交給左派」得以實現，加強中共領導的革命統一戰線:516。

## 李大钊之死

### 被捕
1927年4月6日，李在北京被捕:516。在西方國家駐華公使團的授權下，张作霖的奉軍和「京師警察廳」出動:516，警察总监陈兴亚指挥京师警察厅侦缉处处长吴郁文、副处长雷恒成率500多奉系宪兵与京师警察，突擊苏联大使馆以及附近遠東銀行、中東鐵路辦事處、庚子賠款委員會等處:516，李全家同时在苏联大使馆被捕，李接受京师警察厅司法处长蒲志中的軍法審判。中國共產黨員范鴻劼、謝伯俞、譚繼堯、楊景山及中國國民黨左派鄧文輝、張挹蘭等先後被捕:516。在此期間李著有獄中自述：「其實，在主義之原則上原無不同，不過政策上有緩進急進之差耳。……社會之紛擾，泰半由於謠傳與誤會。」:718-719
由於李是北京大學教授，各方都有人試圖營救，張作霖面臨很大壓力，但是李等人的罪行已經重到讓西方國家剝奪蘇聯外交豁免權。為此他給政府前方將領如張學良、張宗昌、孫傳芳等六位發電徵詢意見，除閻錫山沒有回復，其餘將領都主張立即正法。南方的蒋介石发来密电，建议“速行处决，以免后患。”

### 审判与处决

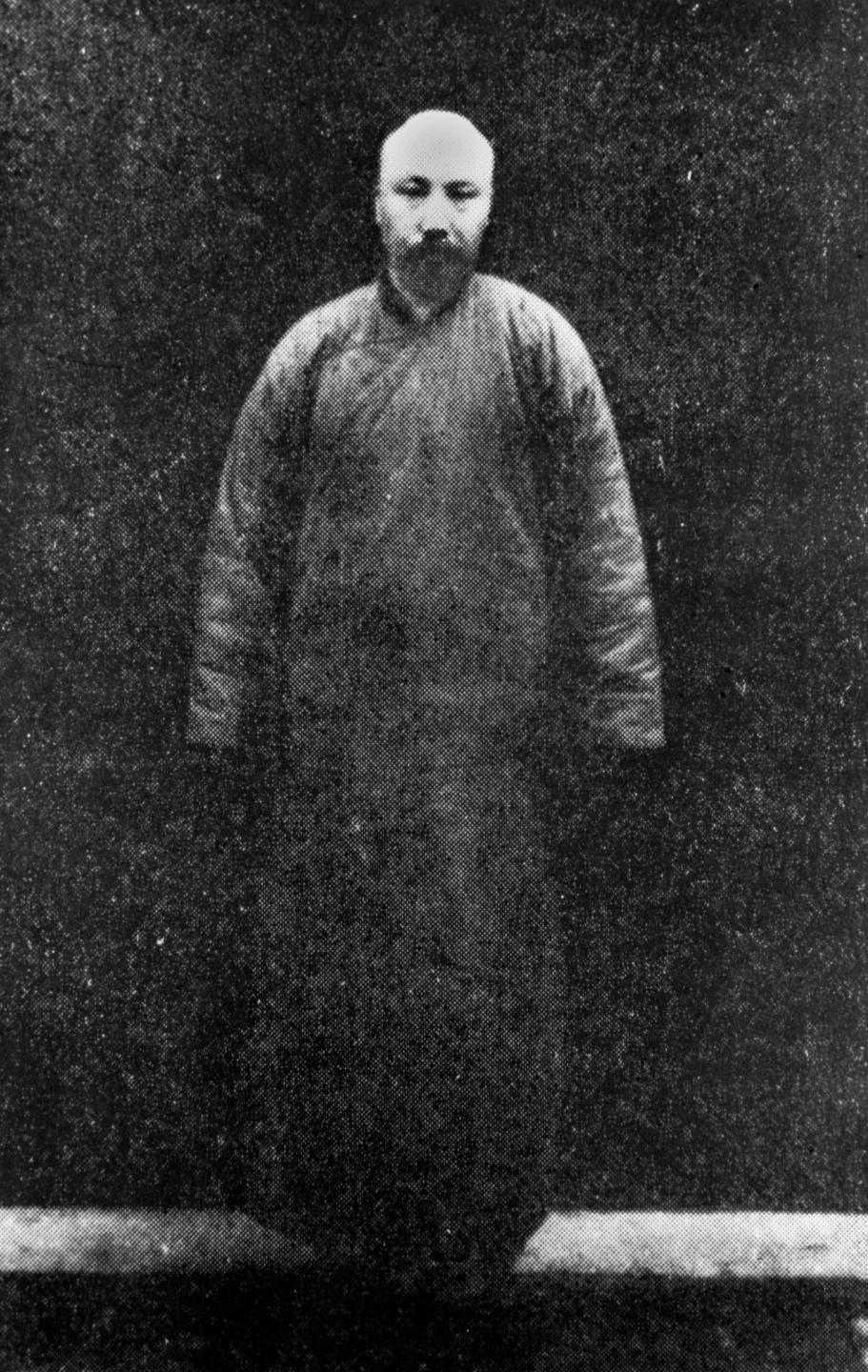
被處決前的李大钊

4月28日，李等20人經北洋政府奉系軍閥在北京警察廳秘密軍法會審，宣布死刑:516。李被以「和苏俄通謀，里通外国」为罪名绞刑處決，时年37岁。當天下午，李等被秘密處以絞刑:516。20名被處決者中，第一个受刑的就是李大钊，最后一名为张挹兰（女，国民党北京特别市党部妇女部长）。因刽子手缺乏经验，李先后被绞了三次。1927年4月29日的北京《晨报》报道李受刑详细过程：前日方传军法会审尚未正式开庭，而昨日下午党人20名已被绞杀决矣……当日看守所马路断绝交通，警戒极严。军法会审派定东北宪兵营长高继武为监刑官，在所内排一公案，各党人一一依判决名次点名，宣告执行，由执刑吏及兵警送往绞刑台。闻看守所中只有一架，故同时仅能执行二人，而每人约费时18分始绝命，计自2时至5时，20人始处刑完毕。首登绞刑者，为李大钊，闻李神色未变，从容就死。 
《北洋画报》的报道说李受刑时“二十分钟始绝”。据现场处刑人员回忆，李受刑的时间可能是“二十分钟的两倍”，约有四十分钟。遗体的脖颈上勒有三道深深的血痕。

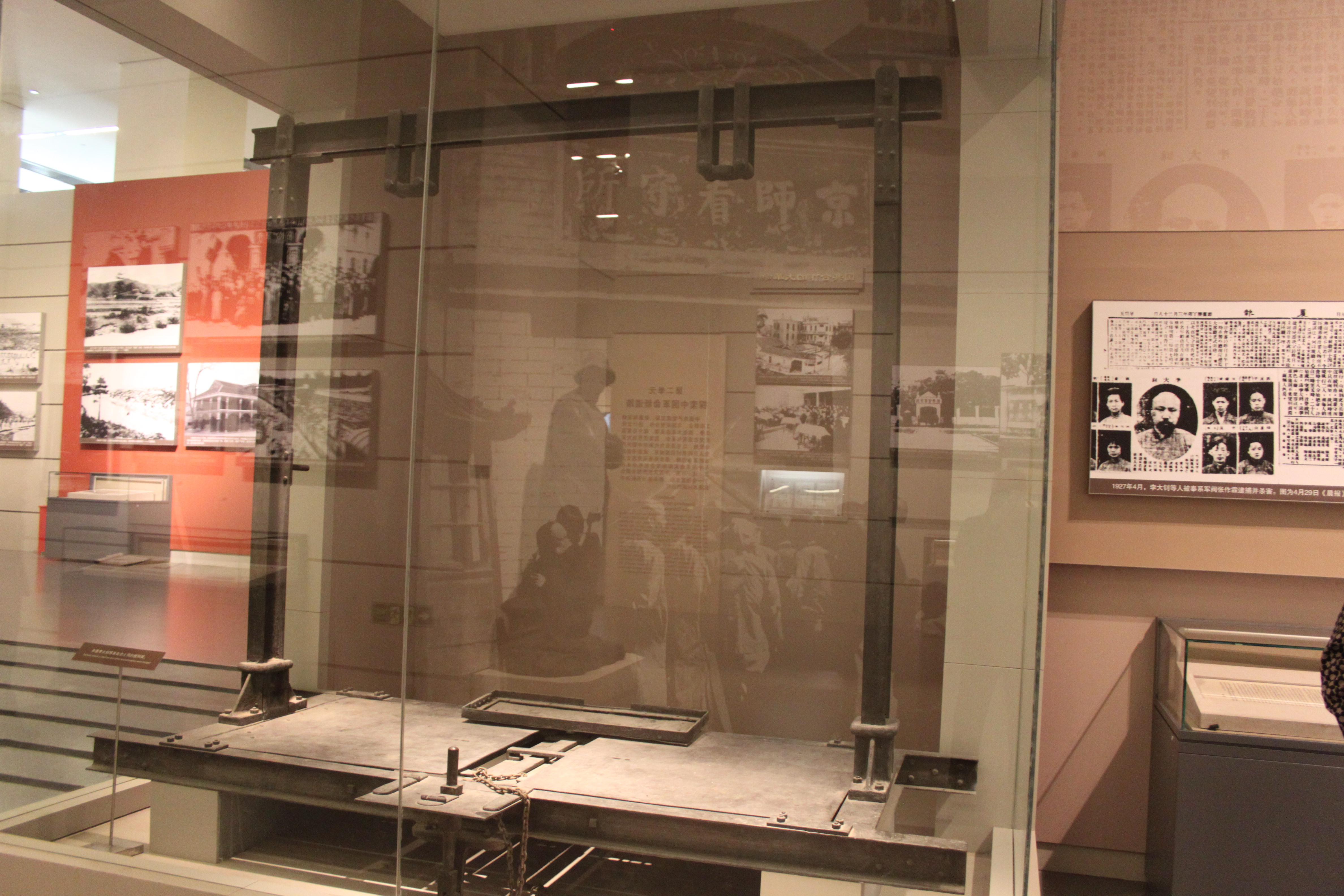
处决李大钊的绞刑架，今藏于中国国家博物馆

行刑所用绞架系自意大利进口。1919年，时任大总统黎元洪下令废除斩首的行刑方式。1919年4月15日，中华民国首次绞刑即以此架执行，受刑者为洪述祖。1949年，绞架被送入北平国家博物馆（今中国国家博物馆），列为国家一级文物，编号为0001号。

### 反应
死刑当天傍晚，赵纫兰母女三人被释放出狱回家。当晚她们还不知道消息。次日晨，李的舅舅周玉春上街买报纸，看到李被处决的消息，哭着回到家中。《晨报》记者记述：“李妻闻耗，悲痛号泣，气绝复苏者数次，病乃愈加剧，以致卧床不走。小儿女绕榻环立，其孤苦伶仃之惨状，见者莫不泪下。李之乐亭原籍，家业毫无。生前唯知努力学问，不事生产，平素又极俭朴，故镜状萧条。”
1927年5月4日报道《李大钊遗族之悲惨》，李被执行死刑六个小时后，他的妻子赵氏和两个女儿就被释放了。当赵氏听到李被绞死的消息后，昏迷三天。李“本遗腹子，既无兄弟、又无叔伯，现仅有乃舅周某代为照料家务。”李有三子二女，最小的儿子还在襁褓之中，加上家里也穷，境况凄惨。虽然有章士钊夫人吴若男前去探望，但是因为有警察局的监视，李家人非常不自在，于是恳求新闻媒体能够代为怜悯，请求警署将监视者们撤去。看到李妻儿的惨况，李曾经教书的各学校都准备将拖欠的工资赶紧补上，“北大欠两年以上，其余各校亦在一年有余。”
1927年5月4日，武汉国民政府的汉口《国民日报》发表《五四与李大钊》社论，号召人们“从悲哀中生出更大的勇气与反革命派决一死战”。5月8日共产国际代表维经斯基署名“魏琴”在中共中央《向导》周刊第195期发表《悼李大钊同志》一文。5月16日，中共中央与湖北省委在汉口召开万人追悼大会，湖北省委书记张太雷致辞说李是“代表全中国全世界一切被压迫同胞谋利益求解放，与一切反动派和军阀、帝国主义相反抗而死”。
1955年12月，参与判处李大钊等20人死刑的特别法庭法官、京师高等审判厅推事王振南被中华人民共和国政府以反革命罪逮捕。1957年12月13日，上海市第一中级人民法院判处王振南死刑。据汪祖泽记述：“王即擢任此缺，虽是荐任职，但因该法院设在租界，生活程度较高，除支付荐任最高级月薪四百元，另给特别办公费四百元，虽简任官亦无如此待遇优厚，藉此为处死李大钊之报酬。王振南向任推事何以忽转任检察官，其中显有特别原因，且此缺如此优厚，人多觐觎。数年后，罗文干任南京司法部长，郑天锡任次长，闻有觐觎上海特区此缺，求于郑次长，郑答以王振南为蒋委员长之人，不能任便更动。足见王振南之得此优缺，实因仰承上峰意旨杀害李大钊所致”。

## 身后

### 墓葬
李被处决后，北大同事梁漱溟、蒋梦麟和友人章士钊、吴弱男夫妻相助集资购买了一口薄皮棺材，装殓后由宣武门外北头路西土地庙下斜街长椿寺内移厝妙光阁浙寺内寄放。
1933年，赵纫兰疾病缠身，家中儿女年龄幼小，既无钱也无人力举办丧事。赵纫兰带着儿女，登门拜见李大钊昔日同事沈尹默、周作人、胡适、蒋梦麟等，请求北京大学代办安葬。4月15日，社会各界为李开始公葬募捐活动。发起13人为蒋梦麟、胡适、沈尹默、周作人、傅斯年、刘半农、钱玄同、马裕藻、马衡、沈兼士、何基鸿、王烈、樊际昌等每人捐了20元。北大教授李四光、郑天挺每人捐10元，马寅初等每人捐20元，梁漱溟等每人捐50元。外地故友鲁迅捐50元，戴季陶捐100元，陈公博捐300元。国民党一些派系的要人也出钱捐助，如汪精卫捐1000元。善款都由北大会计科代收。4月22日，社会各界在北平宣外下斜街浙寺举行公祭，周作人也参加了公祭，并给李宅送去了一个花圈，以及10元的奠仪。随后，李被安葬在万安公墓，蒋梦麟校长出面购置的墓地（并为烈士的夫人预购了穴地），刘半农撰写墓碑。周作人为此又捐款20元。
1933年4月23日，在中共河北省委和北平市委地下党组织的安排下，由河北省革命互济会具体负责，由宣武门外下斜街移柩赴香山万安公墓的李大钊出殡公葬，成了声势浩大的政治示威。送葬队伍最前面是用白纸黑字写的一副巨大挽联，上联是“为革命而奋斗，为革命而牺牲，死固无恨”，下联是“在压迫下生活，在压迫下呻吟，生者何堪”，横批是“李大钊先烈精神不死”。途经西四牌楼时，北平军分会军警特务即以“妨害治安”为名，禁止群众送葬，开枪攒射，送葬者有众多伤亡，40余人当场被捕。
年仅21岁的河北革命互济会秘书赫洵接受了撰写碑文的任务。几经周折，交给了北平师大学生、共产党员王勋室用一块极为普通的艾叶青石碑，高183厘米，宽46厘米，厚16厘米，碑头刻有一颗红五星，五角星中央刻有黑色的镰刀斧头。碑文正面文字是：“中华革命领袖李大钊同志之墓”。碑的背面文字是：“李大钊是马克思列宁主义最忠实最坚决的信徒，曾于1921年发起组织中国共产党活动，并且实际领导北方工农劳苦群众，为他们本身利益和整个阶级利益而斗争！一九二五—一九二七年的中国大革命爆发，使得民族资产阶级国民党无耻地投降了帝国主义和封建势力，并且在帝国主义直接指挥下，于四月六日大举反共活动，勾结张作霖搜查苏联使馆，拘捕李大钊同志等八十余人，在四月二十八日被绞死于京师地方法院看守所，同难者二十人，这种伟大牺牲精神正奠定了中国反帝与土地革命胜利的基础，给无产阶级战士一个最有力的榜样！现在中华苏维埃和红军的巩固与扩大，也正是死难同志们的伟大牺牲的结果！一九三三，四月，廿三，北京市民革命各团体为李大钊同志举行公葬于香山万安公墓。”在安葬那天，石碑装在一辆马车上，上面覆盖着棉絮和花圈，跟随着送葬队伍，躲过盘查，送达万安公墓。但不可能公开竖立，只好随棺柩下葬。
1983年，万安公墓中闢出了李大钊烈士陵园，以供中国共产党党员宣誓和游人瞻仰。墓碑逾半个世纪才得见天日，收藏于李大钊烈士陵园陈列馆展出。

### 《守常全集》

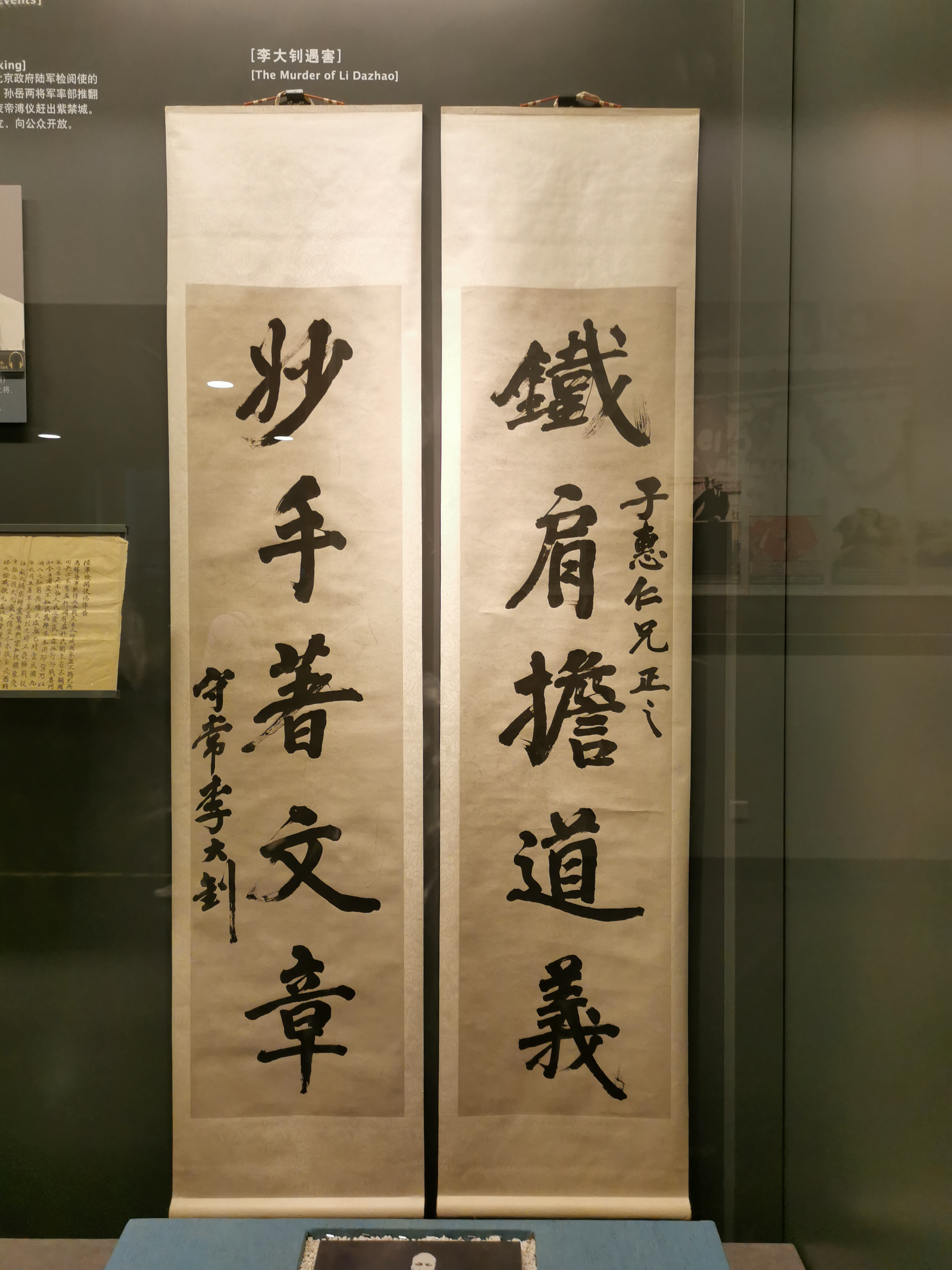
李大釗所書對聯，改寫自明朝楊繼盛的“铁肩担道义，辣手著文章”，現藏於中国国家博物馆

李的族侄、清华大学政治系学生李乐光在极困难情况下，查遍了清华大学图书馆所有可能登载李文章的书报刊，能抄录的，他就抄录，来不及抄的，就剪裁下来，收集整理李遗文。李乐光1932年3月入党，1933年被捕前，把收集到的两包李的著述分别藏在其岳母和三妹处。李乐光被捕后，其岳母把这包著述交给李的女儿李星华，随后又转交给周作人。
1933年，周作人写信给曹聚仁，希望其出版李的遗著，托周启明把李乐光编好的第一、二部分三十篇送到上海。1933年，上海群众图书公司准备将文集出版，题名《守常全集》，并请鲁迅作序。鲁迅主张不送审，连出版社也胡诌一个，但一些在北京的人不听劝告，觉得群众图书公司规模小靠不住，决定让商务印书馆出版，结果在白色恐怖下碰了钉子，在鲁迅生前未能出版。
1933年5月29日，鲁迅写了“《守常全集》题记”，最初发表于1933年8月19日《涛声》第二卷第三十一期，后收入《南腔北调集》。
鲁迅在《1933年6月3日致曹聚仁信》中写：“论起理来，李死在清党之前，还是国民党的朋友，给他留一个纪念，原是极应该的，然而中央的检查员，其低能也未必下于邮政检查员，他们已无人情，也不知历史。”1939年4月，北新书局以“社会科学研究社”名义印出初版，但当即被公共租界当局没收。1949年7月北新书局在上海重印出书，改名为《守常文集》上册。

### 中共纪念
1942年11月，毛泽东在西北局高干会议上讲：“没有中国共产党以前就有马克思主义了，如果没有马克思主义怎么会有这个过程呢？事实上，那时候李大钊就是宣传马克思主义的……1921年至1924年之间，李大钊继续宣传马克思主义、唯物史观，那不是马列主义是什么？”1943年4月28日李大钊就义16周年，中共中央机关报《解放日报》发文称李大钊是“廿世纪的中国马克思主义新思潮最早的倡导者”“中国共产党的创始人之一”，号召学习李大钊“高度共产主义气节和操守”。
1957年和1959年李大钊就义30周年和诞辰70周年之际，学术界研究李大钊掀起了两次高潮，发表了大量研究文章，搞清了“李大钊同志是最早在我国宣传十月革命的意义，宣传马克思主义思想，号召走十月革命的道路的思想家和启蒙者”。五四运动60周年之际，《人民日报》发表文章认为李大钊是“中国接受和传播马克思主义最早的一个人”。
20世纪80年代，学界研究者弄清楚李是中国共产党主要创始人之一（与陈独秀并列），最早同第三国际代表建立联系的中介人，较早公开倡建中国共产党和党的设计者、组织者；李对中国革命道路问题探索，认为帝国主义是中国革命的主要敌人，主张全世界无产者和被压迫民族联合起来反帝斗争，对中共四大党的民主革命总路线做了重要理论准备；设想了中国未来社会主义经济制度要实现主要生产资料的公有制等；李帮助孙中山确立了联俄联共扶助工农的“三大政策”的路线转变，改组国民党，实现国共合作起了重大作用；李在北方争取冯玉祥及国民军参加国民革命的经过与作用；李领导中共北方区委在北方各省建党等等。
1989年10月28日，中共中央总书记江泽民出席“李大钊诞辰一百周年纪念大会”并发表讲话，正式官方评价“李大钊是中国共产主义运动的先驱、伟大的马克思主义者、杰出的无产阶级革命家、中国共产党的主要创始人之一”，列举了李大钊主要贡献有：
- “李大钊是马克思主义在中国的最早传播者”
- “认真研究马克思主义的理论，研究它‘怎样应用于中国今日的政治经济情形’”
- “遵循马克思主义理论，对中国革命问题进行了富有成效的探索”
- “根据自己对马克思主义的理解，对未来社会主义社会的蓝图进行描绘”
- “他参与了中国共产党的发起和创建工作，并直接领导创建了北方的党组织”
- “为第一次国共合作的建立和国民党第一次全国代表大会的召开，做出了重要的贡献”
- “在北洋军阀统治的心脏地区发动的革命斗争，有力地推动了大革命高潮的兴起和北伐战争的发展”
- “派遣许多干部去学习军事、开展军队工作，并对国民军的改造和参加北伐起了重要的促进作用”

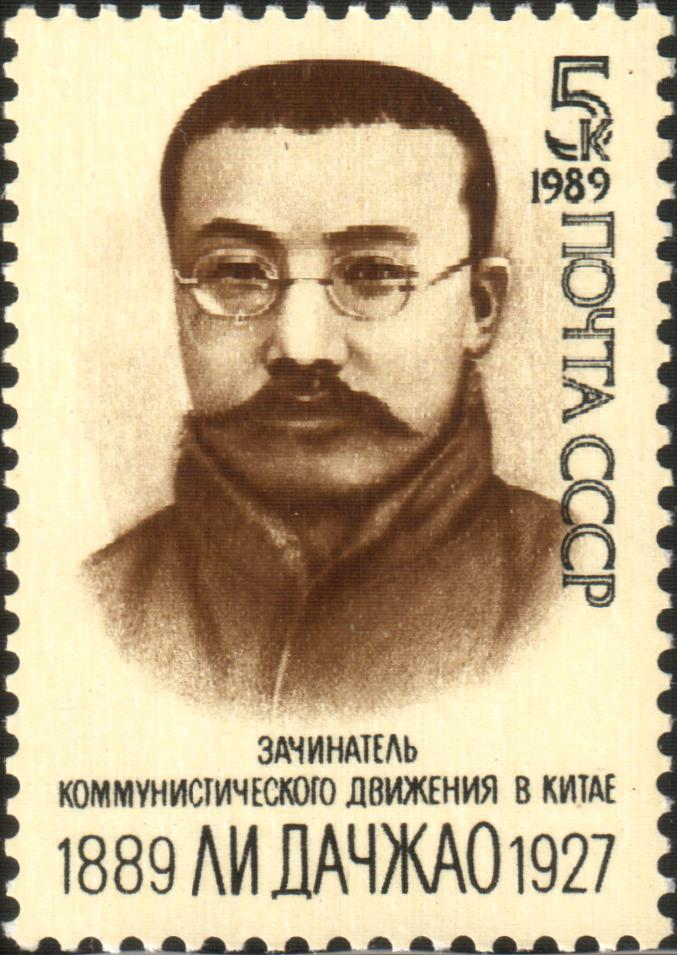
苏联发行的李大钊邮票

1989年，人民出版社再版《李大钊文集》，把后发现的李大钊遗著8篇、2万余字补入。
1999年10月29日，胡锦涛出席“《李大钊文集》出版暨纪念李大钊同志诞辰110周年座谈会”并讲话；2009年，习近平在“纪念李大钊同志诞辰120周年座谈会”讲话：均保持了“李大钊是中国共产主义运动的先驱、伟大的马克思主义者、杰出的无产阶级革命家、中国共产党的主要创始人之一”的评价。

### 纪念地

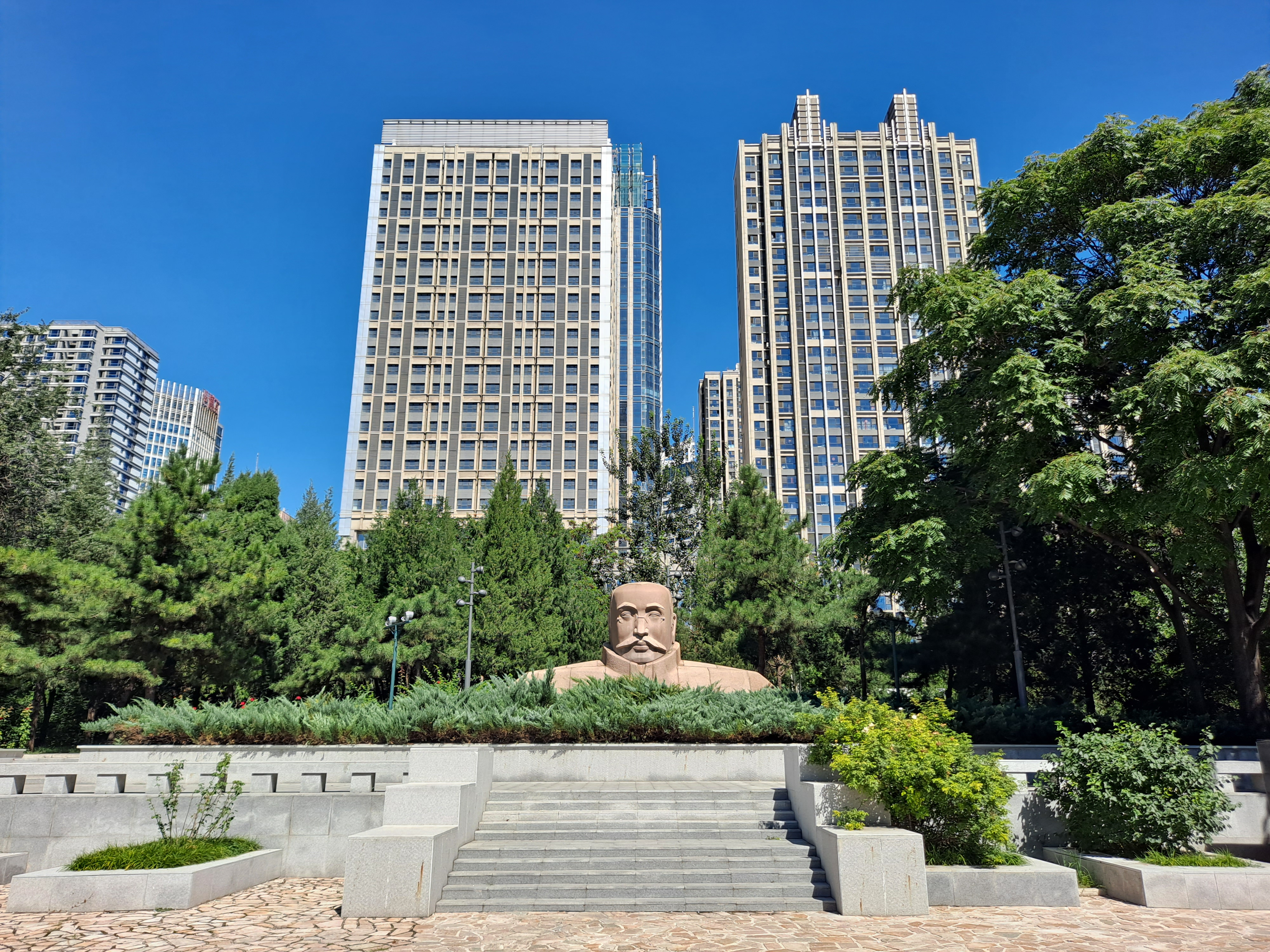
唐山大钊公园

- 李大钊故居
- 李大钊烈士陵园

## 相关著作
- 《李大釗選集》[1]:3309。人民出版社约请中央马列编译局研究室的丁守和、殷叙彝等人编选了《李大钊选集》，共收录论文、演讲词、杂文、讲义等133篇，约39万字；
- 《李大钊诗文选》人民文学出版社约请李大钊的女婿贾芝编选了，收录诗歌、随感、散文、游记、通信、论文等170篇，约20万字。
- 《李大钊文集》上下册，1984年10月，北京市委党校中共党史教研室编辑，由人民出版社出版，该文集将所收集到的李大钊遗著全部收入，共439篇，近65万字。
- 《李大钊文集》（续）1989年人民出版社；
- 《李大钊遗文补编》1989年黑龙江人民出版社
- 《李大钊文集》全五卷，人民出版社出版1999年,
- 《李大钊全集》全五卷，人民出版社出版2006年,

传记
- 《李大钊传》1960年邓拓安排北京市委党校编写，1979年人民出版社出版了该书。

## 家庭
祖父李如珍（1827年-1907年），青年時代經商致富，有一定文化，從九品:506。
父親李任榮（1867年-1889年），字華亭，李如珍過繼子:506。
母親周氏（1865年-1891年），丈夫早逝過度哀傷病故:506。
- 夫人赵纫兰（1884年1月21日-1933年5月28日），1884年1月21日出生于河北省乐亭县大黑坨村。是一位普通的农村妇女，没有文化知识，不到16周岁的赵纫兰与10周岁的李大钊结为夫妻。李大钊死后，赵纫兰以坚韧不拔的精神，培养教育子女投身革命。1933年5月28日去世。河北省委于1936年6月追认她为中国共产党党员。
- 长子李葆华，1909年出生。1927年李大钊被捕后，周作人、沈尹默将李葆华掩护在沈尹默的弟弟沈士远家，后又转移至周作人家。1927年4月28日，李被绞杀的消息见报后，周作人、沈尹默都在考虑如何将噩耗告诉年仅18岁的李葆华。他们把李葆华叫到房间里，把报纸给他看。周作人记录了当时的情景：周与沈尹默商量好，用“令尊为主义而牺牲，本是预先有觉悟的”的话来安慰李葆华。但接下来李葆华的反应却让周、沈二位先生感到“及至说了，乃等于没有说，因为他的镇定有觉悟，远在说话人之上。听了之后又仔细看报，默然退下”。在周作人、沈尹默帮助下到日本东京高等师范学校学习（化名杨震）。1931年6月入党，任东京特别支部书记。九一八事变后，1931年11月归国，先在上海参加了进步组织开展的反日爱国斗争。1932年4月回到北平，6月参加了河北省反帝大同盟工作，任北平门头沟矿区支部书记。1932年秋，河北省委在丰滦昌乐中心县委的基础上，建立了京东特委，书记郭涤生，特委机关设在乐亭，李葆华回到家乡出任京东特委宣传部长，后改任组织部长，为发动和领导冀东抗日斗争而奔走忙碌。化名赵振声。1934年4月，郭涤生调任河北省驻唐特派员，李葆华接任京东特委书记。10月，郭涤生被捕，李葆华紧急采取有效的应变措施，努力减少党组织的损失。1935年春天，李葆华调河北省委担任宣传部长，实际负责天津地区党的工作。7月，中共中央北方局与河北省委合并，李葆华再去京东特委担任北方局和河北省委的代表。1936年4月，刘少奇从瓦窑堡来到天津，主持中共中央北方局和河北省委会议，讨论北平党组织的改组工作。1936年5月调任北平市委书记，李葆华在京东的工作由彭真接任，交接时，彭真说在京东不认识人，李葆华就专门领着彭真乘火车去唐山古冶镇与李运昌见面，接上了关系。1937年1月调北方局工作。抗战时期与解放战争时期任晋察冀分局组织部长。1949年任北平市委第二副书记、军管会九名成员之一。1949年2月4日公布“赵振声”是李长子，并恢复了李葆华的原名。建国初任水利部党组书记、第一副部长。后任安徽省委第一书记、贵州省委第二书记、中国人民银行行长。
  - 长媳田映萱，1919年9月18日出生，河北省完县（今顺平县）蒲阳镇北街村人。晋察冀著名“抗日三姐妹”之一。中共七大正式代表。后任北京市纺织局副局长，安徽省轻工业厅副厅长、中共安徽省委监察委员会副书记，纺织工业部科学研究院副院长等职。
  - 长孙李青，1943年生于延安。曾任浙江省政协副主席、中共浙江省委统战部部长等职。
  - 长孙女李乐群，1945年生。毕业于安徽医科大学，医务工作者。
  - 孙李宏塔，1949年5月生。曾任共青团安徽省委副书记、安徽省民政厅厅长、安徽省政协副主席等职。
  - 孙李亚中，1954年生。水利部水文局主任工程师。
- 长女李星华，1911年11月21日出生。九岁时随家人去北京定居。李在1927年被逮捕时，随父母和妹妹一起入狱被关押23天。李就义后，京师警察厅勒令遗属限期离京。1927年5月10日，全家回到大黑坨村。李星华从此辍学，在农村照料重病的母亲和年幼的弟弟妹妹。1931年，李星华带着弟弟和妹妹李炎华回到北平复学，李星华在孔德学校初中部就读，周作人安排她给学校刻蜡版半工半读维持学业。1932年加入中国共产党，从事地下革命工作。1937年在中法大学毕业。冀东暴动失败后，带弟弟李光华从冀东到北平，周作人安排她在伪北京大学会计科当出纳。1940年7月初带弟弟妹妹赴延安，行前周作人给预支了薪金，办妥了出城所需的“良民证”，1940年11月抵达延安，进入鲁艺文学系学习，之后就长期在延安中学教书。因为文采不错，开始发表作品，成为女作家，代表作品《白族民间故事传说集》和《回忆我的父亲李大钊》。《十六年前的回忆》（发表于1943年的《解放日报》）从1949年起就一直选入小学语文教科书。1950年，李星华从延安回到北京，到北京师大女附中担任语文老师和班主任。一进北京城开始，李星华和丈夫着手做的重大事是收集李的著作和遗物。寻回了一些有价值的东西，如“铁肩担道义，妙手著文章”的条幅和一些珍贵的照片等。1979年11月27日病逝。
  - 丈夫贾芝（1913年-2016年1月14日），中国社会科学院少数民族文学研究所所长、研究员。中国民间文艺出版社社长。
  - 有二子：贾森林是画家，贾成林是文史专家。有五女：贾晓林、贾伟林、贾凯林、贾燕林、贾钟林，都是普通工作人员。
- 次女李炎华，1919年出生，性情温和，做事认真，学习刻苦。1931年夏在李大钊生前友人帮助下回到北京孔德学校小学部就学。此后，李炎华考入有着革命斗争传统的北京艺文中学。一二九运动中，积极参加学生运动。在北平学联认识了中山中学的学生侯辅廷。1936年，李炎华和侯辅廷一起加入中国共产党。1936年5月，北方局为推进山西抗日民族统一战线，加强山西党组织的建设，决定从北京、天津选派干部到山西工作，李炎华和侯辅廷于11月到了山西太原，参加在这里举办的军政训练班，年底，李炎华和侯辅廷在太原结婚。卢沟桥事变后，李炎华和侯辅廷带着光华、欣华回到冀东故乡，参加抗日斗争（李星华怀孕留在北平）。冀东暴动失败后与党组织失去了联系，在家乡大黑坨小学担任多年的教师。几经周折来到冀东根据地，在遵化地区冀东建国学院工作，后调北京。1966年去世，年仅47岁。
  - 丈夫付敏之，原名侯辅廷，辽宁锦西人。北平中山中学学生。1936年与李炎华一起入党。1936年11月二人到山西太原参加了军政训练班。1936年底在太原结婚。1938年冀东暴动时，在乐亭县委领导下，成立冀东抗日联军第十总队，侯辅廷在大黑坨、木瓜口一带组织300余人，编入乐亭抗日联军第十总队并担任抗日联军第十总队政治部主任，李炎华在政治部做宣传鼓动工作，15岁的李光华担任了政治部宣传员，喊出了“继承大钊遗志，不当亡国奴”的战斗口号。9月7日，抗日联军第十总队和兄弟部队经过三昼夜的激战，攻占乐亭县城，但日伪军的疯狂反击，部队西撤，然后北进长城喜峰口一带。此时季节进入严冬，长城沿线风雪交加，寒风刺骨，抗日联军第十总队在茅山上与日军多次战斗，处境十分艰难。此后，抗日联军第十总队转移到迁安县上五岭、滦县杨柳庄一带，与李运昌副司令等会合，奉命回乡分散隐蔽。冀东暴动失败后，逃亡到北平城，周作人给其在伪北京大学安排了临时工。后返回冀东打游击，托周作人关照其家小。昌乐联合县成立后，于1944年7月任何新庄小学教师、昌乐知识界救国会七月剧社指导员。创作了短诗《母亲摇篮曲》，发表在县知救会创办的文艺刊物《七月》上。全诗共4节，把目光投放到滦河流域，以母亲嘱儿快快长大奔赴抗日前线的口吻叙事，表达了冀东人民一致抗日杀敌的心声。其中第三节特别提到了群众热情极高的1944年冬学运动。为了配合冬学活动更好地开展，付敏之请县知救会组织部副部长朱燕为《母亲摇篮曲》谱曲，最后将歌曲定名为《滦河谣》。1945年5月海滨剧社在何新庄成立后，任海滨剧社负责人。
  - 儿子李军（1939年—1996年），北京矿业学院毕业。曾任成都煤炭干部进修学院院长、党委书记。
  - 女儿李爱兰，在航天工业部工作。
- 次子李光华，1922年在北京出生。母亲去世后得到哥哥姐姐与党组织的照顾，平安长大。1934年夏，大姐李星华恳请周作人、刘静君等帮助，把李光华、李欣华送进了熊希龄创设的香山慈幼院，1934年秋，李光华和小弟李欣华兄弟俩一同被熊希龄招收为慈幼院的正生，享受生活、学习全部免费待遇，过上艰苦但尚能温饱的童年生活。一位叫袁拙农（河北深泽县人地下党员）的老师经常向学生们宣传中共。有一次袁拙农在课堂上讲到革命领袖的牺牲时，李光华抑制不住多年来压抑着的思念，在课堂上抽泣起来。袁拙农也许早就知道他的身世，走到他的身边，抚摸着他的肩膀说：“不要难过，要坚强。”1937年7月，李光华从香山慈幼院毕业，并在全市1000余考生中以第12名的优异成绩，考取了著名的北平市立第四中学校。1938年参加冀东抗日大暴动，作战头部严重受伤，被辗转送到大黑坨村家中养伤，仍遭日伪军的追捕，虽然在乡亲们的掩护下脱险，但在家乡实在无法存身。1939年初夏，李光华避走北平，与姐姐李星华劫后重逢。1940年随长姐转赴延安。解放战争初期从延安赴冀东工作，后任乐亭县委宣传部长、唐山纺织厂厂长、唐山钢铁厂党委书记。1959年10月调入中调部。后任中国科学院电子研究所党委书记等职务。2012年2月去世。
  - 夫人李永兰1948年入党。曾任唐山市委宣传部副部长。
  - 长子：李建生。清华大学工程物理系、化学工程系毕业。先后在国家物资总局化工建材局、中国化工轻工总公司工作。曾任中国化工轻工物资流通协会秘书长、副会长。
  - 次子：李建明。
  - 女儿：李虹（1957年-2023年5月10日），中共中央党校图书馆研究员。育有1兒。2023年5月11日，微博“看老照片”發佈訃告：“大家好，我是本微博账户所有人的儿子。我母亲已于昨日夜间因病不治去世，本微博停止更新。生前经营这个微博是我母亲的重要精神支柱，希望发布的内容能给大家带来快乐。”[26]著有《九十年的记忆与传承——记烈士李大钊后人的足迹》。
- 三女李钟华，三岁时因为医生的误诊而夭折。
- 三子李欣华，1926年在河北的大黑坨出生，在李大钊去世前父子没有见过面。1933年母亲病故时他只有5岁。后在党组织和友人的帮助下，接到北平香山慈幼院读书。七七事变后，回到乐亭县老家开始了教书生涯。1941年，到北平寻找大姐李星华，但此时李星华已于一年前带光华去了延安。他只好在孔德学校读书。1943年，李欣华离开北平，想去延安找哥哥姐姐，不料受骗，流落甘肃平凉、陕西关中一带，辗转迁徙，1947年1月进入晋察冀根据地，才找到了阔别多年的大哥李葆华。到晋察冀边区职业中学、阜平的华北育才中学任教并入党。1948年12月奉调北平市军管会参加对学校接管工作。工作结束后，他放弃了在市府机关工作的机会仍选择教书这一职业，先后在北京八中、九中任教。1954年志愿到门头沟的山区从事基层教育工作，担任代数课教师，后任大峪中学校长、门头沟师范学校校长、党委书记兼教师进修学校校长，扎根山区，一干32年，直到1986年离休。1989年病逝。虽为革命烈士后代，但始终以平民自持而决无任何特权，从不谈及其父光辉历史。只是每年清明节学校组织师生员工去烈士陵园进行革命传统教育时，他才号召大家学习革命先辈不怕牺牲、革命到底的精神。对烈士的称呼也只是李大钊同志。
  - 妻子史俊卿。
  - 女儿李小玲，北京大钊天涯时代文化传播中心董事长。

## 研究書目
- Maurice Meisner著，謝蔭明譯. . 北京: 中共黨史資料出版社. 1989.
- 石川祯浩：李大钊早期思想中的日本因素 （页面存档备份，存于）
- 石川祯浩：五四时期李大钊的思想与茅原华山、陈溥贤 （页面存档备份，存于）
- 王遠義：李大釗到馬克思主義之路 （页面存档备份，存于），《人文及社會科學集刊》第13卷第4期（臺北：2001），477-513頁。
- 王遠義：惑在哪裡：新解胡適與李大釗「問題與主義」的論辯及其歷史意義 （页面存档备份，存于）
- 单富良著，《李大钊：中国的第一位共产主义者》，纽约州立大学出版社，2024.